# ロンブー龍
『ロンブー龍』（ロンブードラゴン）は、日本テレビ系列局で放送されたバラエティ番組。製作局の日本テレビでは1998年10月4日から2005年3月27日まで、毎週日曜 16:55 - 17:25 (JST) に放送。

## 概要
ロンドンブーツ1号2号の冠番組の1つである。
当初はロンブーの2人が芸能界を龍のように昇り成り上がるというコンセプトの番組で、2人の体を張ったロケ企画や対決企画などが行われていた。中期からは淳が出演者の上に立ち、陰謀を張り巡らせながら彼らに様々な試練を与えて体を張らせるスタイルを主軸にしていた。リニューアル以前の末期になると、後述の「ドラゴングルメ特急便」や「カロリードラゴン」等グルメ中心の企画が主軸となる。
2004年11月に番組は大幅にリニューアルし、様々なクイズやゲームに挑戦するコーナー「アタマよろこぶ脳トレ」を毎回放送するようになった。番組終了後の2005年4月からは、この「アタマよろこぶ脳トレ」の方向性を引き継いだ後継番組『ロンQ!ハイランド』がスタートした。
2019年3月の『月曜から夜ふかし』のSPにて当番組の名場面が放送された。

## 出演者

### レギュラー
- ロンドンブーツ1号2号（田村淳、田村亮）
- 菅谷大介（日本テレビアナウンサー）
- 奥田民義（ナレーター）

### 準レギュラー
- 小倉優子
- 三津谷葉子
- 植村朋弘（じゃぴょん）
- 桑折貴之（じゃぴょん）
- ゴリ（ガレッジセール） - スタートから半年間のみの出演。

## 番組リニューアル以前の内容

### オープニング
2004年11月の番組リニューアル以前には、淳と亮がふんどし姿でクイズに答え、不正解した方が泥まみれになるというオープニング映像が使われていた。このモチーフになったのは、『アメリカ横断ウルトラクイズ』の名物だった「突撃○×どろんこクイズ」である。さらにそれ以前には北島三郎がコンサートで使用していた巨大な龍にロンブーの2人が乗っている映像が使われており、それに乗せてもらう許可をもらいに行く様子も本編で放送された。

### コーナー・企画
ドラゴングルメ特急便
淳が運転する激走赤フグ便・亮が運転するニコニコ金魚便の対戦形式で、依頼者（女性ゲスト1名）お気に入りのスイーツをわずかなヒントと街頭の口コミ調査で探し当てるという主旨のコーナー。勝者（早く探し当てて届けた方）だけがそのスイーツを味わうことができ、敗者がその全ての購入代金を負担しなければならなかった。10戦行われ、亮が9連勝と圧倒的な勝率を誇っていて、淳は最終戦の1勝しか出来なかった。このコーナーはスペシャル版が放送されたり、さらには書籍化もされるなど人気を誇った。スペシャル版では研ナオコをゲストに迎えロンブーがコンビで協力の基、様々な芸能人とグルメに関するゲームで勝負をし、勝ったなら芸能人からスイーツに関するヒントを聞き出す事ができる内容となっている。
カロリードラゴン
淳チーム･亮チームの対抗戦で、高カロリーメニューがあるレストランを回り、先に指定されたカロリーを摂取したチームの勝利となる。各チーム2回助っ人カードで助っ人を呼ぶ事ができる。なお、先に店に来たチーム優先であり、店に来たこと知らせる札を飾る。後から来たチームは相手チームが店に来たこと知らせる札を見たら、別の店を回らなければならない。また淳は、店員と打ち合わせして亮チームが食事した後、淳チームが先に来たことを店員が札を出して知らせ、亮チームにダメージを与えたことがある。
すごろくリストランテ
淳・亮・ゲスト2名による対抗戦。すごろくで止まったマスのグルメを堪能できる。ゴールにはぴったりの出目を出す必要があり、数が余ったらその分戻らなければならない。
トレビアンの泉
フジテレビ系トリビアの泉のパロディ。ロケ中に「へぇ」とかその類の発言をしたメンバーは千円の罰金。なお、淳がジャケットを脱いでいるときは発言しても罰金にはならない。
菜乃家わいんち
淳の陰謀により、和食店のオーナーをやらされる羽目になった亮の奮闘を追ったコーナー。「わいんち」は実際に開店・営業している。現在の店主は二宮支配人、料理長は須崎料理長。
もずくん
栄養豊富だが子供たちには人気がないもずくをもっと世間に広めるべく、淳が「もずくん」というキャラクターに扮装し活動するという企画。淳は同企画においては「たむらあつし」名義で活動し、2002年10月30日には彼が歌う曲『もずくん』のシングルCDがavex traxから発売された。
ワーキャー隊
FUJIWARAやおぎやはぎ、じゃぴょんなどの「おっさん芸人」たちがアイドルのようにワーキャーされる芸人になろうと、ショーなどを開催するために奮闘した。
ドラゴンティーチャー → ドラゴン先生
ロンブーとゲストが教師に扮し、生徒ないしは児童を担当して授業を行うというコーナー。授業の後にテストを行い指導力があるのは誰かを競った。ある回で淳は、自分が負けたらこのコーナーを打ち切ることを発表したが、その回で淳が負けてしまったために同コーナーは打ち切られた。しかしその後、同コーナーは「ドラゴン先生」と題して復活した。
ハニーフィッシュ
小倉優子が考案したオリジナル料理で、魚の刺身に蜂蜜をかけたもの。魚の生臭さが際立ち、猛烈に不味い。企画の主役ではないが、罰ゲームなどが必要な場面で度々登場した。
ブラックサンタ
クリスマス限定時期に行われた企画。淳扮するブラックサンタと亮扮するブラックトナカイが女子高生やカップル相手にケーキを投げつけるなど暴れ回るコーナー。尚ブラックサンタとは、普段は優しい赤色のサンタとトナカイの裏側の心で、怒りが頂点に達すると変身するという設定。
他多数

## 番組リニューアル以後の内容

### コーナー・企画
アタマよろこぶ脳トレ
ロンブーと2組のゲストが、3択クイズ・しりとり・ジェスチャークイズ・鏡文字を書くなどといったクイズやゲームに挑戦するコーナー。そして、その成績に応じた数の分だけヒントが得られ、ヒントを元に連想されるキーワードを当てるとゲストが欲しい賞品を獲得できるというものだった。

## スタッフ
2005年2月時点
- 構成 - 鈴木工務店、鈴木しげき、高須浩平、とちぼり元、ヒロハラノブヒコ、桝本壮志、松本真一、さだ
- 技術 - 八峯テレビ
- ディレクター - 白野勝敏、武石政人、安彦和弘、山崎勝、藤森和彦
- 演出 - チャーリー小林
- 特別協力 - 牛丸謙壱（以前はプロデューサー）
- 総合演出 - 三觜雅人（以前は演出）
- プロデューサー - 金田有浩、中山憲明（IVSテレビ制作）、木本公敏（吉本興業）
- チーフプロデューサー - 梅原幹
- 制作協力 - 吉本興業、IVSテレビ制作
- 製作著作 - 日本テレビ

### 過去のスタッフ
- 構成 - おちまさと、堀江利幸
- ディレクター - 三浦伸介
- プロデューサー - 竹内尊実、大野克己（IVSテレビ制作）、清水和成（吉本興業）
- チーフプロデューサー - 桜田和之

## 歴代エンディングテーマ
- 「少年の詩」Blüe

## 放送局
- 日本テレビ
- 札幌テレビ - 自社製作番組『釣〜りんぐ北海道』→『1×8いこうよ!』が放送されていた関係で、月曜深夜（8日遅れ）に放送されていたが、2001年9月打ち切り。
- ミヤギテレビ
- テレビ新潟
- テレビ金沢
- テレビ信州
- 静岡第一テレビ
- 中京テレビ - 火曜深夜→土曜深夜→月曜深夜に放送。
- 日本海テレビ
- 山口放送
- 西日本放送
- 福岡放送
- 長崎国際テレビ
- くまもと県民テレビ
- テレビ宮崎 - 不定期放送
- 鹿児島読売テレビ

## 関連書籍
- 東京スイーツドラゴン―ロンブー龍 Presents （2003年12月25日発売、編集 - 日本テレビ「東京スイーツドラゴン」編集部、発行 - 日本テレビ放送網、ISBN 978-4820398769）